# Kisasszonyfa
Kisasszonyfa község Baranya vármegyében, a Sellyei járásban.

## Fekvése
A település Pécstől délnyugatra, Szentlőrinctől délre, Sellyétől északkeletre, az Ormánságban fekszik, Magyartelek és Téseny között. Közúton a 6-os főút felől két irányból közelíthető meg: vagy a Szentlőrinc-Sellye közti 5805-ös útról Magyarmecskénél kelet felé letérve, Magyartelken át, de kényelmesen megközelíthető közvetlenül Pécs felől, Pellérden, Görcsönyön és Baksán keresztül is.
Közútkapcsolata a közvetlen szomszédai közül csak a tőle nyugatra fekvő, már említett Magyartelekkel, illetve a keletre elterülő Tésennyel van, az 5803-as úton keresztül; északi és déli szomszédai, Gerde és Ózdfalu lényegében zsákfalvak, melyekkel Kisasszonyfát csak földutak kötik össze.
A település legfontosabb vízfolyása a falu belterületi házaitól pár száz méterre nyugatra folyó Pécsi-víz, amely az itteni szakasza nagyobb részén egyben természetes határvonalat is képez Kisasszonyfa és Magyartelek között, illetve amelybe a község közigazgatási területén torkollik bele a Vályogvető-árok.

## Története
Kisasszonyfa és környéke ősidők óta lakott hely.  Területén római korból vagy a török hódoltság korából való cölöpvár maradványai, régi mészégető kemence, avar sírok nyomaira bukkantak.
Nevét 1270-ben említette először egy oklevél Kisasszonyfalva néven. Nevét védőszentje után kapta, középkori templomának Boldogasszony védőszentje után.
Itt van az Istvánffy család egykor vizesárokkal körülvett várkastélya is. Itt a várkastélyban született 1538-ban Istvánffy Miklós nádori helytartó, történetíró is.

### Körös-puszta
Kisasszonyfa közigazgatási területének legészakibb részén, a Pécsi-víz folyása közelében, a faluközponttól jó két kilométerre észak-északkeleti irányban fekszik Körös-puszta, amelynek területe már a római időkben lakott hely lehetett. A Körösi-dűlőben folytatott feltárások eredményeként egy késő római téglasír került elő, üvegedénnyel, bronz fibulával, övcsattal és egy gyűrű töredékével; a sírban megtalálták I. Constantinus és II. Constantinus néhány érmét is, ezek alapján egyértelműnek tűnik, hogy a lelet a IV. századból származik. E sírtól északra egy másik sírt is felfedeztek, de abból fémleletek nem kerültek elő.
Ugyanezen a helyen a középkorban is falu állhatott, melyet valószínűleg az itteni Negol nemzetségből való Kőrös család alapított 1241-1242 körül, a tatárjárás utáni időkben. Nevét 1332-1335 között a pápai tizedjegyzék is említette.
Itt állt egykor Körösmonostora, mely Ócsa filiája volt. Körösmonostora 1294 körül a csehországi Zábdrovice prépostsága alá került, mintegy 1320-ig. Körösmonostor nevét először 1322-ben említették az oklevelekben, később az 1376. és 1412. évi oklevelekben tűnt fel, apátja vagy szerzetesei említése nélkül. Györffy György fennmaradt munkája szerint valószínű, hogy a premontreiek Insula Lazari prépságával (lázárszigeti Szent Ágoston prépostság) lehet azonos.
Körös-pusztán ma már csak felhagyott régi gyümölcsösök maradványai mutatják, hogy egykor lakott hely lehetett itt, fellelhetők még egy régi agyagbányagödör nyomai is. Szinte a teljes területe régészetileg érintett területnek minősül, a déli részén elterülő, egykor kiskertes, jelenleg jobbára mezőgazdasági művelés álló rész nyilvántartott régészeti terület. Körös-pusztán kívül nyilvántartott régészeti területnek számít még a település központjától szűk egy kilométerre északkeletre fekvő Kútfa-dűlő egy része is.

## Közélete

### Polgármesterei
- 1990–1994: Bite Gyula (független)[6]
- 1994–1998: Bite Gyula (független)[7]
- 1998–2002: Bite Gyula (független)[8]
- 2002–2006: Bite Gyula (független)[9]
- 2006–2010: Bite Gyula (független)[10]
- 2010–2014: Bite Gyula (független)[11]
- 2014–2019: Bite Gyula (független)[12]
- 2019–2024: Bite Gyula (független)[13]
- 2024– : Szabó Péter Zoltán (független)[1]

## Népesség
A település népességének változása:
| Lakosok száma | 186  | 186  | 213  | 189  | 195  | 175  | 184  | 182  |
|               | 2013 | 2014 | 2015 | 2019 | 2021 | 2022 | 2023 | 2024 |

A 2011-es népszámlálás során a lakosok 100%-a magyarnak, 16,3% cigánynak, 1,7% horvátnak, 0,6% németnek, 0,6% románnak mondta magát (a kettős identitások miatt a végösszeg nagyobb lehet 100%-nál). A vallási megoszlás a következő volt: római katolikus 65,7%, református 8,1%, görögkatolikus 0,6%, felekezeten kívüli 16,9% (7% nem nyilatkozott).
2022-ben a lakosság 30,9%-a vallotta magát magyarnak, 6,9% cigánynak, 0,6% németnek, 0,6% horvátnak (69,1% nem nyilatkozott; a kettős identitások miatt a végösszeg nagyobb lehet 100%-nál). Vallásuk szerint 16% volt római katolikus, 1,1% református, 1,1% evangélikus, 3,4% egyéb katolikus, 4% felekezeten kívüli (75,4% nem válaszolt).

## Nevezetességei

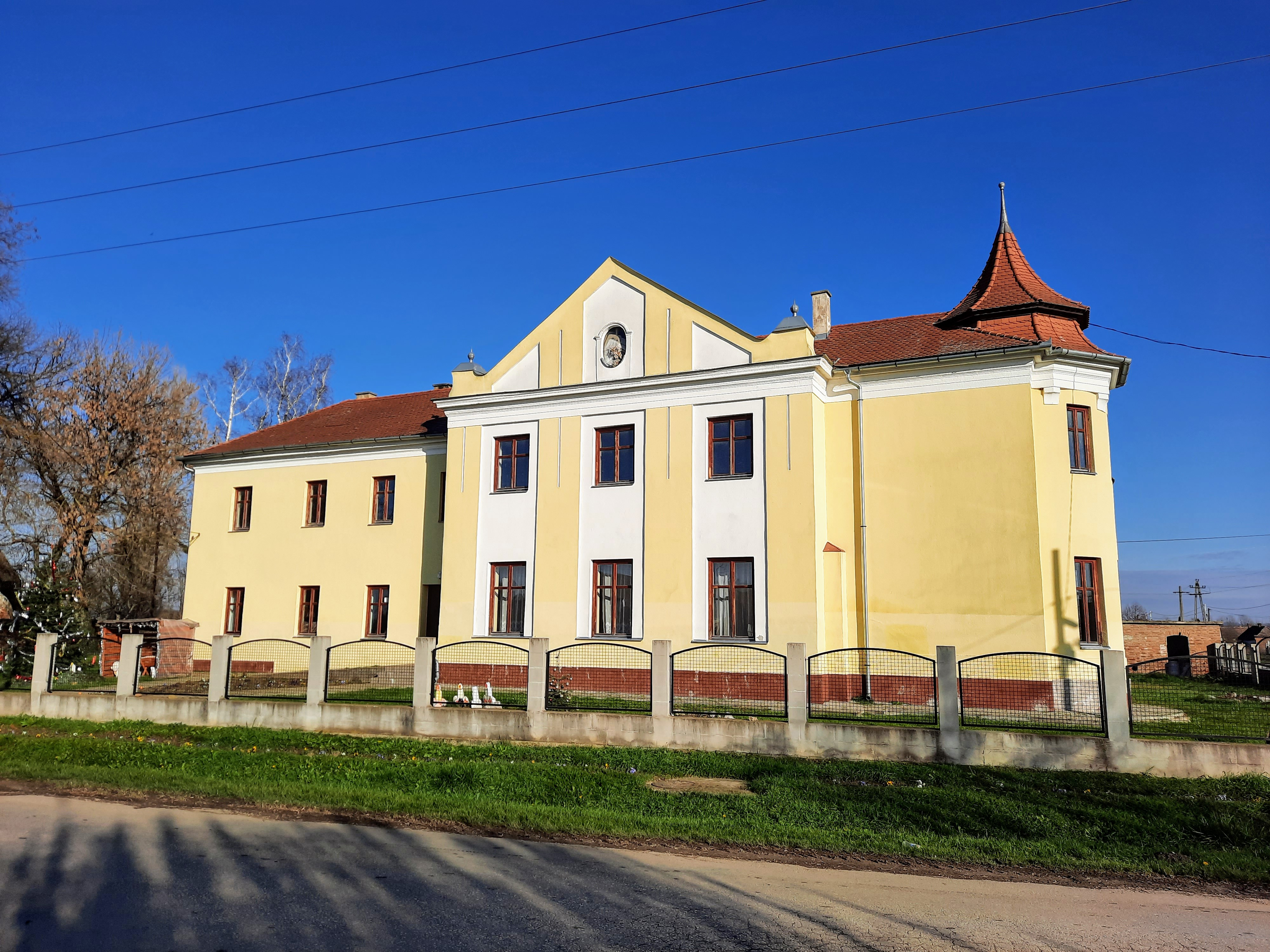
Az Istvánffy kastély

- A Kisboldogasszony nevére szentelt római katolikus temploma (Petőfi u. 100.) 1765-ben épült. Egyik plébánosa 1833 és 1835 között Baumholtzer Menyhért volt, aki egy, még teológus hallgatóként írott beszéde nyomán korának ismertebb papjai közé tartozhatott. Nevezetes papja volt a csaknem négy évtizeden keresztül itt plébánoskodó Rang Antal (1823–1893) is, akinek köszönhetően a 19. század második felében megépült a község plébániája, és aki halála előtt végrendeletileg 1000 forintos összeggel ösztöndíjat alapított a kisasszonyfai (továbbá 500-500 forinttal az ózdfalui és a tésenyi) iskola legjobb diákjainak jutalmazására, valamint további 3200 forinttal tett alapítványokat a falu egyházközsége és az itt élő szegények megsegítésére.[16][17] A templomot ma (13 másik, környékbeli településsel együtt) a szabadszentkirályi plébános látja el.
- Istvánffy kastély – az Istvánffy család ősi otthona. Újabb kori elnevezéssel Tyoszics-kastélynak is nevezik, az előtte álló parkban világháborús hősi emlékmű található.[18]
- Az önkormányzat kezelésében horgásztó is van a településen, a faluközponttól délre.
- A Nimród Vadásztársaság vadászterülettel is rendelkezik a falu határában.[19]

## Híres szülöttei
- Istvánffy Miklós humanista történetíró, alnádor itt született.
- Istvánffy Pál - alispán